# Aéroport de Sarnia-Chris Hadfield
L'aéroport de Sarnia-Chris Hadfield est un aéroport situé en Ontario, au Canada.
Il a été baptisé en 1997 du nom de Chris Hadfield, astronaute et natif de Sarnia.